# Monticolomys koopmani
Monticolomys koopmani är en gnagare i familjen Madagaskarråttor (Nesomyinae) och den enda arten i sitt släkte.

## Beskrivning
Arten beskrevs så sent som 1996 och den var i början bara känd från några få ställen i Madagaskars södra bergstrakter. Sedan upptäcktes att den även lever på öns östra högplatå. Regionen ligger 800 till 2 200 meter över havet och är täckt av skogar och gräsmarker.
Denna gnagare når en kroppslängd (huvud och bål) av 9 till 10 cm, en svanslängd av 12 till 14 cm och en vikt omkring 25 gram. Pälsen är på ovansidan mörkbrun och på undersidan mörkgrå, svansen är något ljusare brun. De runda öronen är ganska små.
Djuret vistas på marken och i växtligheten i två meters höjd.
Arten hotas av svedjebruk och skogens omvandling till jordbruksmark men den listas av IUCN fortfarande som livskraftig (LC).